# Robert Fortune (metteur en scène)
Pour les articles homonymes, voir Robert Fortune.
Robert Fortune est un acteur et metteur en scène français de théâtre et d'opéra, né le 24 décembre 1942 à Eyragues (Bouches-du-Rhône) et mort le 28 février 2024 à Paris 18e.

## Biographie

### Jeunesse et études
Robert Fortune naît  le 24 décembre 1942 à Eyragues dans les Bouches-du-Rhône. Il fait ses études universitaires à Aix-en-Provence où il obtient une licence de sciences économiques, tout en suivant une formation théâtrale au Centre dramatique du Sud-est, dirigé par Antoine Bourseiller.

### Carrière
Il débute comme assistant d'Antoine Bourseiller, de Roger Planchon, Jean-Claude Auvray, Andreï Serban et de Luca Ronconi, puis réalise sa première mise en scène au théâtre en 1976 au théâtre Jean-Vilar de Suresnes : Gens qui pleurent et Gens qui rient sur des textes d'Aragon, Victor Hugo, Marcel Proust… S'ensuivent notamment Mademoiselle Julie de Strindberg, Les Caprices de Marianne de Musset, Volpone de Jules Romains, La Surprise de l'amour de Marivaux, ainsi que deux autres spectacles littéraires : Paroles de Jacques Prévert en 1987 au théâtre de l'Œuvre avec Catherine Arditi et Brigitte Fossey puis À croquer ou l'Ivre de cuisine en 1990 avec la même équipe (textes de Sade, Roland Barthes, Alphonse Daudet…), qui remportent un succès  public et critique.
Robert Fortune se dirige parallèlement progressivement vers le domaine musical. En 1981, Jean-Albert Cartier lui confie sa première mise en scène lyrique à l'Opéra de Nancy avec Les Mousquetaires au couvent de Louis Varney. Il l'invite ensuite au théâtre du Châtelet à Paris pour Le Directeur de théâtre de Mozart. Robert Fortune met également en scène Anna Prucnal dans La Voix humaine de Jean Cocteau et Francis Poulenc au festival de Saint-Céré en 1984.
Au cours de sa carrière, il a signé plus de soixante-dix mises en scène parmi lesquelles plusieurs œuvres de Jacques Offenbach (La Grande-duchesse de Gérolstein, Orphée aux Enfers, La Belle Hélène, Lischen et Fritzchen, Les Fables de la Fontaine) mais aussi Hänsel und Gretel d'Engelbert Humperdinck, Cendrillon de Jules Massenet, La Flûte enchantée de Mozart, Francesca da Rimini de Riccardo Zandonai au festival de Brégence, Lucia di Lammermoor de Gaetano Donizetti et La traviata de Giuseppe Verdi aux Chorégies d'Orange, Les Huguenots de Giacomo Meyerbeer à l'Opéra de Liège, La Bohème, La rondine de Giacomo Puccini et Dialogues des carmélites de Francis Poulenc à l'Opéra de Tokyo, Mârouf, savetier du Caire d'Henri Rabaud, La Femme silencieuse de Richard Strauss, Don Pasquale de Donizetti et Colombe de Jean-Michel Damase à l'Opéra de Marseille.
Sa production de Mireille de Gounod, créée en Avignon, s'est jouée sur une grand nombre de scènes françaises, dont l'Opéra-Comique deux saisons consécutives, avant d'être présentée à Liège, Lausanne et aux Chorégies d'Orange. La version française de Candide de Leonard Bernstein, créée à Saint-Étienne en coproduction avec plusieurs opéras français a été représentée également au Teatro Regio de Turin et L'Île du rêve de Reynaldo Hahn à Tahiti.
Robert Fortune a également fait quelques incursions dans le spectacle musical avec Émilie Jolie au Cirque d'hiver et le concert de France Gall au Zénith de Paris (prix du meilleur spectacle de variétés 1984).
Il meurt le 28 février 2024 dans le 18e arrondissement de Paris, à l'âge de 81 ans.

## Théâtre

### En tant qu'acteur
- 1967 : Bleus, blancs, rouges ou les Libertins de Roger Planchon, mise en scène Roger Planchon, théâtre de la Cité de Villeurbanne et cour d'honneur du palais des Papes (festival d'Avignon)
- 1969 : Angelo, tyran de Padoue de Victor Hugo, mise en scène Antoine Bourseiller, Centre dramatique du Sud-Est Aix-en Provence, festival de Baalbeck
- 1971 : La Petite Voiture de flammes et de voix de Liliane Atlan, mise en scène Michel Hermon, cloître des Carmes (festival d'Avignon)
- 1972 : La Ballade de maman Jones de Catherine de Seynes
- 1973 : Liquid Theater, mise en scène Jean Mac Faddin, espace Cardin
- 1975 : Coucou Bazar de Jean Dubuffet, mise en scène Jean Mac Faddin, Grand Palais
- 1978 : The Knife Against the Wave, mise en scène Wendy Shaikin et Doris Seiden, festival de Dublin et musée d'Art moderne de Paris

### En tant que metteur en scène
- 1974 : Gens qui pleurent et Gens qui rient, textes d'Aragon, P. Adrien, A. Benedetto, théâtre Jean-Vilar (Suresnes)
- 1975 : Mademoiselle Julie de A. Strindberg, théâtre Jean-Vilar (Suresnes)
- 1975 : Le Carrosse du Saint-Sacrement de Prosper Mérimée, co-mise en scène au festival de Pau
- 1976 : Les Caprices de Marianne de A. de Musset, Festival de Carpentras, théâtre Jean-Vilar (Suresnes) puis tournée
- 1982 : France Gall au palais des sports de Paris
- 1982 : Isabelle Mayereau à Bobino
- 1984 : France Gall au Zénith de Paris - prix du meilleur spectacle de variétés 1984
- 1985 : Émilie Jolie de Philippe Chatel, cirque d'hiver de Paris
- 1987-1989 : Paroles de Jacques Prévert, tournée France et étranger, théâtre du Petit Montparnasse (Paris), théâtre de la Commune, Auditorium des Halles
- 1988 : Marcus Brutus de Paul Foster, théâtre des Célestins
- 1990 : À croquer ou l'Ivre de cuisine (textes de Hugo, Daudet, Proust, Adrien, Prévert, Rezvani, etc.), théâtre Saint-Georges
- 1995 : Volpone de Jules Romains, Cado
- 1997-1998 : La Surprise de l'amour de Marivaux, théâtre Silvia-Monfort, théâtre de l'Eldorado, Maison de la culture (Le Creusot), tournée France et étranger
- 1999 : La Poudre aux yeux d'Eugène Labiche, festival d'Anjou et festival de Ramatuelle

## Opéra
Metteur en scène
- 1981 : Les Mousquetaires au couvent de Louis Varney, Opéras de Nancy, Lille, Nantes, Saint-Étienne, Montpellier
- 1982 : Rameau l'enchanteur, Mai de Bordeaux puis fêtes du tricentenaire de la naissance de Jean-Philippe Rameau à Versailles
- 1984 : La Voix humaine de Jean Cocteau et Francis Poulenc, festival de Saint-Céré, avec Anna Prucnal
- 1987 : Le Directeur de théâtre de Mozart, , adaptation en français d'Antoine Bourseiller, TMP-Châtelet
- 1987 : Les Mystères de Saint-Nicolas, ensemble Venance Fortuna, Strasbourg, festival « Il canto delle pietre » Italie, tournée en France
- 1988 : La Grande-duchesse de Gérolstein de Jacques Offenbach, Opéra de Nantes, Maison de la culture de Saint-Étienne, Opéra de Nancy, Opéra de Montpellier, festival de Carpentras
- 1988 : Lischen et Fritzchen et Les Fables de la Fontaine d'Offenbach, festival de Carpentras, tournée en Île-de-France, théâtre Mouffetard Paris
- 1989 : Cendrillon de Jules Massenet, Maison de la culture de Saint-Étienne, Festival de Vaison-la-Romaine, Grand théâtre de Genève
- 1989 : Orphée aux Enfers d'Offenbach, Opéra de Nancy, Opéra de Montpellier, Opéra de Lausanne, Staadtheater de Klagenfurt, théâtre des Arts de Rouen, Esplanade de Saint-Étienne
- 1990 : Salon de musique, Arsenal de Metz
- 1990 : Hänsel und Gretel de Humperdinck, Opéra de Nantes
- 1991 : La Flûte enchantée de Mozart, Opéra d'Avignon, Opéra de Nancy, Théâtre des Arts de Rouen, Opéra de Toulon
- 1992 : Mireille de C. Gounod, Opéra d'Avignon, Opéra Comique de Paris, Opéra de Lausanne, Esplanade de Saint-Étienne, Opéra de Nantes, Chorégies d'Orange
- 1996 : Carmen de G. Bizet, Opéra d'Avignon, Klagenfurt et Nîmes
- 1994 : Francesca da Rimini de R. Zandonai, Festival de Brégence
- 1995 : Candide de Leonard Bernstein, Opéra de Saint-Étienne, Opéras d'Avignon, Liège, Nancy, Tours, Teatro Reggio
- 1997 : Lucia di Lammermoor de G. Donizetti, Chorégies d'Orange
- 1998 : Le Pays du sourire de F. Lehar, Opéra de Montpellier
- 1999 : La traviata de Verdi, Chorégies d'Orange, Opéra de Maastricht
- 2000 : Mârouf, savetier du Caire d'Henri Rabaud, Opéra de Marseille
- 2000 : L'Île du rêve de Reynaldo Hahn, festival de Tahiti
- 2001 : La Belle Hélène d'Offenbach, Opéra de Portland
- 2001 : La Femme silencieuse de Richard Strauss, Opéra de Marseille
- 2002 : Don Pasquale de Donizetti, Opéra de Marseille
- 2003 : La traviata de Verdi, chorégies d'Orange
- 2004 : Viva l'Opéra-Comique, musiques de Bizet, Gounod, Delibes, Debussy, etc., Opéra-Comique
- 2004 : Lettres à Schumann, musiques de Robert Schumann, festival de Pontlevoy
- 2005 : Les Huguenots de Meyerbeer, Opéra de Liège
- 2006 : La Bohème et La rondine de Giacomo Puccini, Opéra de Tokyo
- 2007 : Colombe de Jean-Michel Damase, Opéra de Marseille
- 2008 : Dialogues des carmélites de Francis Poulenc, Opéra de Tokyo
- 2009 : Mireille de Charles Gounod, Opéra de Marseille
- 2010 : Mireille de Gounod, chorégies d'Orange
- 2011 : La Flûte enchantée de Mozart, Opéra d'Avignon